# Crespina
Crespina es una localidad italiana de la provincia de Pisa, región de Toscana, con 4.180 habitantes.

Ubicación de la ciudad de Crespina dentro de la provincia de Pisa.

## Evolución demográfica
| Gráfica de evolución demográfica de Crespina entre 1861 y 2001 |
|                                                                |
| Fuente ISTAT - Elaboración gráfica por parte de Wikipedia      |